# پرونده نشریه‌های جعلی دانشگاه امیرکبیر
اندکی پس از اعتراض دانشجویان به حضور و سخنرانی محمود احمدی‌نژاد در دانشگاه امیر کبیر و سپس اعلام انحلال انجمن اسلامی دانشگاه صنعتی امیر کبیر، توسط رئیس این دانشگاه و تخریب ساختمان آن، دهم اردیبهشت ۱۳۸۶ نشریات دانشجویی سر خط به مدیر مسئولی مجید شیخ‌پور، سحر به مدیر مسئولی احمد قصابان، ریوار به مدیر مسئولی پویان محمودیان و آتیه به مدیر مسئولی مقداد خلیل‌پور در سطح دانشگاه پخش شد که در آن کاریکاتور علی خامنه‌ای چاپ و از وی انتقاد شده بود.

## واکنش‌ها و پی‌آمدها
در پی این حادثه دانشجویان بسیجی دانشگاه صنعتی امیرکبیر و همچنین بسیجیانی که از سایر دانشگاه‌ها حضور یافته بودند، در اعتراض به چاپ آنچه «مطالب توهین‌آمیز» در چند نشریه دانشجویی خواندند، با اعلام عزای عمومی دست به تحصن زدند. به ادعای بسیجیان دانشجویان از خارج دانشگاه برای انتشار مطالب دستور گرفته بودند. بسیج دانشگاه امیر کبیر همچنین به شکایت از دانشجویان پرداخت.
در پی آن اعضای انجمن اسلامی نیز در مقابل بسیجیان و به مخالفت با ایشان دست به تحصن می‌زنند. انجمن اسلامی دانشگاه و گردانندگان نشریات دانشجویی، نشریاتی که حاوی این مقالات و کاریکاتورها بوده را جعلی خواندند. آن‌ها انتشار نشریات «جعلی» را اقدامی برای جلوگیری از انتشار نشریات دانشجویی و ابزار تازه‌ای در سرکوب آزادی بیان خواندند. مطالب و کاریکاتورهایی که مورد اعتراض قرار گرفت روی برگه‌هایی با نشان چهار نشریه دانشجویی سحر، ریوار، آتیه و سرخط چاپ شد، اما مدیریت امور فرهنگی دانشگاه امیرکبیر دستور لغو مجوز همه نشریات داخلی این دانشگاه را صادر کرد. درگیری و اعتراض در دانشگاه امیر کبیر از سوی دانشجویان بسیجی و اعضای انجمن اسلامی طی روزهای بعد نیز ادامه یافت.
رهایی رئیس دانشگاه امیر کبیر ضمن متهم کردن دانشجویان پیرامون انتشار نشریات جعلی، برخی از اعضای عضو انجمن اسلامی دانشگاه امیرکبیر را ممنوع الورود کرد و انتشار تمام نشریات در دانشگاه را ممنوع کرد. دانشجویان با تجمعات مختلف در دانشگاه به این اقدام اعتراض کرده و کلاسهای درس وی را تعطیل کردند.
مقامات وزارت علوم و مدیران دانشگاه امیر کبیر معتقد به دست داشتن دانشجویان در انتشار نشریات بودند.

## برخوردها با دانشجویان
دستگاه اطلاعاتی و نیروی انتظامی بلافاصله چند تن از دانشجویان را بازداشت کردند. وزارت علوم نیز به احضار و صدور محکومیت‌های تحصیلی برای نزدیک به یکصد نفر از دانشجویان پرداخت. تماس با خانواده دانشجویان و تهدید آنان به جلوگیری از فعالیت سیاسی فرزندانشان از دیگر اقدامات وزارت علوم بود. همچنین حراست دانشگاه همکاری کامل را با دادگاه انقلاب جهت دستگیری دانشجویان انجام می‌دهد. حراست دانشگاه برای دانشجویان احضاریه صادر کرده، و پس از خروج دانشجویان از خوابگاه جهت مراجعه به حراست توسط نیروهای دادگاه انقلاب و حراست مورد ضرب و شتم قرار گرفته و بازداشت می‌شوند. همچنین منزل اقوام دانشجویان نیز برای دستگیری آنان مورد جستجو قرار می‌گیرد.
انتظامات دانشگاه، ضمن ممانعت از ورود برخی دانشجویان (بدستور رهایی رئیس دانشگاه) اقدام به برخورد فیزیکی با آنان در داخل و خارج از دانشگاه کرد و هم‌زمان طی هماهنگی انجام شده کلانتری ۱۰۷ فلسطین، دانشجویان را از شکایت منع می‌کند.
عباس حکیم‌زاده، آرمان صداقتی، علی صابری از اولین دستگیرشدگان بودند. عباس حکیم‌زاده که پیشتر، تحت عمل جراحی ستون فقرات قرار گرفته بود، طی نامه‌ای پیش از بازداشت خود با اشاره به فشارهای وارده از سوی نیروهای امنیتی و حراست دانشگاه، پیشاپیش هرگونه اعترافی که توسط مقامات پس از بازداشت وی منتشر شود را فاقد اعتبار دانست.
در اعتراض به این وضعیت در دانشگاه امیر کبیر اعتصاب غذا و اعتراضات متعددی صورت گرفت. به گفته دانشجویان رئیس دانشگاه قصد ایجاد جو رعب و حشت در دانشگاه را داشته است.
قوه قضائیه نیز از بازداشت چند نفر در این ارتباط خبر داد. سخنگوی قوه قضائیه تعداد بازداشت‌شدگان را چهار یا پنج نفر اعلام کرد و گفت که هیچ‌یک از آن‌ها دانشجو نیستند.
علی‌رغم اظهار قوه قضائیه مبنی بر دانشجو نبودن بازداشت‌شدگان، روابط عمومی وزارت اطلاعات اعلام کرد که متهمان از دست‌اندرکاران و تهیه‌کنندگان مطالب این نشریات بوده و به اقدام خود اعتراف کرده‌اند. در نهایت در ۲۰ مه ۲۰۰۷ قاضی حداد معاون امنیت دادسرای عمومی و انقلاب تهران بازداشت آن‌ها را تأیید کرد و گفت مدیران مسئول این نشریات در بند ۲۰۹ زندان اوین به سر می‌برند.
قاضی حداد احسان منصوری را حلقه مفقوده پرونده نامید و گفت که با دستگیری وی بسیاری مسایل در این باره روشن خواهد شد. وی گفت: «این افراد با رد اتهامات خود مدعی هستند که کسان دیگری به نام این مدیران مسئول نشریات دانشجویی اقدام به انتشار مطالب در نشریات کرده‌اند ولی ما اعتقاد داریم که این کار قطعاً توسط مدیران مسئول نشریات صورت گرفته است.» وی برای چندمین بار وعده داد که عامل اصلی انتشار نشریات را طی یک هفته آتی اعلام خواهد کرد. اظهارات و وعده‌های چند باره وی از سوی دانشجویان نشانی از شکنجه دانشجویان برای گرفتن اعتراف تعبیر شد.
دانشجویان بسیجی با حمایت رئیس دانشگاه طی روزهای بعد نیز به تجمعات اعتراضی خود ادامه دادند.
بازداشت دانشجویان با اعتراض نهادهای حقوق بشر و فعالان سیاسی داخلی و خارجی و دانشجویان روبرو شد. سازمان دیده‌بان حقوق بشر طی بیانیه‌ای خواهان آزادی مقداد خلیل‌پور، مجید توکلی، احسان منصوری، پویان محمودیان، مجید شیخ‌پور، احمد قصابان، علی صابری، بابک زمانیان و عباس حکیم‌زاده، ۹ دانشجوی دانشگاه امیرکبیر تهران شد.
چهار نفر از دانشجویان ۲۰ مرداد آزاد شدند و چگونگی فشار و شکنجه در بند ۲۰۹ اوین را افشا کردند، اما احسان منصوری، احمد قصابان و مجید توکلی محاکمه شدند و تا حدود یکسال بعد در زندان ماندند.

محمد علی دادخواه وکالت دانشجویان دستگیر شده را بر عهده داشت.
دانشجویان نیز متقابلاً از عوامل بسیج به اتهام جعل نشریات دانشجویی شکایت کردند.

## شکنجه دانشجویان
وزارت اطلاعات ده روز پس از دستگیری دانشجویان در بیانیه‌ای که از سوی خبرگزاری فارس مخابره و سپس به صورت ویژه در صداو سیما پخش شد، مدعی شد که دانشجویان دستگیر شده به انتشار نشریات مذکور اعتراف کرده‌اند، ادعایی که همواره از سوی دانشجویان تکذیب شد. همچنین چند تن از کارکنان یکی از مراکز تایپ و تکثیر (که پیش از این نشریات دانشجویی را چاپ می‌کردند و در جریان این پرونده دستگیر شدند) تحت فشار قرار گرفتند تا برای آزاد شدن، علیه مدیران مسئول نشریات دانشجویی شهادت دهند. ریاست دانشگاه امیر کبیر (علیرضا رهایی) نیز از دانشجویان بسیجی درخواست کرد تا با منتشر کردن بیانیه، خواستار محاکمه هر چه سریعتر دانشجویان توسط قوه قضائیه شوند.
به دانشجویان گفته شده بود که باید از محمود احمدی‌نژاد عذر خواهی کنند.
در شرایطی که سه دانشجو همچنان در بازداشت بودند (احمد قصابان، مجید توکلی و احسان منصوری) دیگر دانشجویان آزاد شده و خانواده‌هایشان توسط بازجویان وزارت اطلاعات و علیرضا رهایی رئیس دانشگاه پلی تکنیک، تهدید می‌شدند که سکوت کرده و مانع از فعالیت ایشان شوند.
خانواده سه دانشجوی دربند، در نامه‌ای به رئیس قوه قضائیه برخی شکنجه‌های صورت گرفته را شرح دادند:
- بازجویی طولانی مدت (۲۴ ساعت مداوم) توسط یک تیم ۷ نفره و نیز بازجویی‌های گاه و بیگاه شامل نیمه‌های شب
- فرستادن دانشجویان به سلول افراد خطرناک (دستگیرشدگان سازمان القاعده)
- ضرب و شتم شدید توسط هفت بازجو به صورت هم‌زمان که به بیهوشی و انتقال فرزندانمان به بهداری بند ۲۰۹ منجر شده است.
- نگهداری در سلول‌هایی با اندازه‌های کوچک به‌طوری‌که امکان راه رفتن دراز کردن پا در آن نبوده است.
- خواباندن دانشجویان روی زمین و اذیت و آزار توسط تیم هفت نفره باز جویی از جمله فشار بر سر و صورت با پا، ایستادن روی پاها و کمر و نشستن روی پشت و کمر.
- ندادن غذا به مدت ۴۸ ساعت…

بخشی‌هایی از نامه خانواده دانشجویان به رئیس قوه قضائیه که ابتدا منتشر نشده بود توسط رسانه‌های دانشجویی منتشر گردید
... دانشجویان بازداشت شده مورد انواع و اقسام آزارهای جنسی قرار گرفته‌اند. بازجوهای وزارت اطلاعات در طول مدت بازجویی، دانشجویان را به شیوه‌های مختلف مورد اذیت و آزارهای جنسی قرار می‌دادند. به عنوان نمونه دانشجویان را به پشت روی زمین می‌خواباندند و لباس‌هایشان را از تنشان خارج کرده و به شیوه‌های مختلف مانند بطری نوشابه، تخم مرغ داغ و… آن‌ها را مورد تهدید قرار می‌دادند (شکنجه جنسی در دیدارهای دانشجویان با مقامات قضایی مجدداً مطرح نشد) شدت ضرب و شتم و شکنجه‌های روحی روانی دانشجویان به حدی بوده که صدای گریه و ناله‌های ایشان از اتاق‌های بازجویی و سلول‌های انفرادی به گوش دوستانشان که در اتاق‌های بازجویی یا سلول‌های مجاور قرار داشتند می‌رسیده است. بازجویی گاهی به بیش از ۱۲ ساعت می‌رسیده و دانشجویان در تمام طول این مدت اجازه صرف غذا یا نوشیدن آب نداشتند. مگر در مواردی که دانشجویان زیر شکنجه‌های طاقت فرسا بیهوش می‌شدند که بازجوها به کمک بهیاران بند ۲۰۹ اوین در حدی که دانشجویان دوباره به هوش بیایند به ایشان آب می‌دادند. همچنین در طول مدت بازجویی به دانشجویان اجازه رفتن به دستشویی نیز داده نمی‌شده به حدی که این دانشجویان در چند مورد کنترل خود را از دست داده و به همین خاطر به شدت از سوی بازجویان مورد ضرب و شتم قرار گرفتند. شدت ضرب و شتم دانشجویان به حدی بوده که گاه لباس‌های دانشجویان در حین بازجویی پاره می‌شده است. بازجوها در عین این که دانشجویان را مجبور به انجام طاقت فرسا مانند خم شدن و گرفتن مچ پاها می‌کردند، چند نفری روی کمر دانشجو سوار می‌شدند. همچنین در مواردی که دانشجویان در اثر ایستادن‌های طولانی مدت کنترل خود را از دست داده و به روی زمین سقوط می‌کردند، بازجوها با گرفتن موها و بلند کردن ایشان، آن‌ها را مجبور می‌کردند دوباره سر پا بایستند. از جمله آزارهای روحی روانی دانشجویان این بوده که در مواردی ایشان را به بند اعضای گروه تروریستی القاعده منتقل نموده‌اند. تیم بازجویی تلاش زیادی جهت گرفتن اعتراف دروغ مبنی بر انتشار نشریات جعلی توسط دانشجویان بازداشت شده و همچنین ارتباط دادن این غائله با احزاب اصلاح طلبی مانند حزب کارگزاران و سازمان مجاهدین انقلاب داشته‌اند. علاوه بر این بازجویان تلاش وافری جهت ارتباط دادن غائله نشریات با انقلاب‌های مخملین داشته‌اند.
افشای شکنجه‌ها و پیگیری وضعیت دانشجویان منجر به وخیم تر شدن وضعیت آنان و افزایش فشارها توسط قاضی مرتضوی شد.

پدر احسان منصوری پیرامون دیداری که با سعید مرتضوی دادستان تهران داشته‌اند گفت:
ایشان در طول دیدار با ما به صورت مداوم در حال توهین و تهدید ما بود. از در که وارد شدیم ایشان به چادر همسر بنده و مادر احمد قصابان اشاره کرد و گفت مگر شما مسلمانید که حجاب دارید؟! از نظر من شما کافرید. ایشان به ما گفتند شما که می‌گویید بچه‌هایتان شکنجه جنسی شده‌اند، اصلاً می‌دانید شکنجه جنسی یعنی چه؟ سپس آقای مرتضوی شروع کردند در حضور همسران ما برداشت خودشان را از شکنجه جنسی در مورد زن و مرد توضیح دادن و بعد از ما پرسیدند حالا بگویید ببینم بچه‌هایتان شکنجه جنسی شده‌اند یا نه؟! چنان‌که من حتی از فکر کردن به حرف‌های آقای مرتضوی شرم دارم ولی برای دفاع از فرزندم حاضرم جمله به جمله سخنان ایشان را خدمتتان عرض کنم… ما به آقای مرتضوی گفتیم ما برای حل این مشکل با آقای جمشیدی، سخنگوی قوه قضاییه هم دیدار داشتیم که آقای مرتضوی در جواب گفتند جمشیدی دیگر کیست؟! برای این موضوع باید با من صحبت کنید. شیر این پرونده دست من است، بخواهم بازش می‌کنم، نخواهم می‌بندمش. تا الان یک خط متوسط روی پرونده این دانشجویان کشیده بودم. اگر بخواهم، آن‌ها را طوری ادب می‌کنم که تا هفت پشتتان بسوزید. مرتضوی به ما گفت نشریات کار همین سه نفر بوده و تا ندامتنامه ننویسند آزادشان نمی‌کنم. ایشان گفتند ظاهراً نه بچه‌هایتان ادب شده‌اند و نه خودتان و من می‌خواهم هم آن‌ها را ادب کنم و هم شما را. الان هم آن‌ها را به سلول انفرادی منتقل کرده‌ام و دیگر تا ادب نشوید نه از تلفن خبری هست و نه از ملاقات.
قاضی مرتضوی به خانواده دانشجویان گفته بود با وجود آنکه پرونده را نخوانده اما یقین دارد انتشار نشریات کار دانشجویان دربند بوده است. و تا ندامتنامه ننویسند از آزادی خبری نیست.
ضرب و شتم دانشجویان در زندان و انتقال آنان به زندان رجایی‌شهر محل نگهداری معتادان، قاچاقچیان مواد مخدر و مجرمین خطرناک از دیگر فشارهایی بود که در دوران بازداشت بر آنان وارد گردید.
علیرضا رهایی رئیس دانشگاه امیرکبیر پس از انتشار اخبار شکنجه دانشجویان در مصاحبه‌ای گفت که خواستار آزادی دانشجویان است. در حالیکه حراست دانشگاه با تأیید وی همکاری کامل با دادگاه انقلاب و وزارت اطلاعات در جریان دستگیری دانشجویان داشت.
همزمان سایت اتحادیه انجمن‌های اسلامی مستقل که از تشکل‌های منتسب به جناح راست به‌شمار می‌رود گزارشی تحت عنوان «افشای پرونده امیرکبیر»منتشر ساخت.
چهار دانشجویی که پس از دوماه آزاد شده بودند توانستند با مراجعه به قوه قضائیه اقدام به تنظیم شکایت علیه کارکنان وزارت اطلاعات نمایند، اما علیرغم توصیه رئیس قوه قضائیه و وعده رئیس دادگستری تهران نتیجهٔ رسیدگی به این شکایت منتشر نشد.
فراکسیون اقلیت مجلس نیز پیرامون برخورد با دانشجویان به وزیر علوم تذکر داد.
انجمن اسلامی دانشگاه امیر کبیر در بیانیه‌ای تأکید کرد که اجازه نخواهد داد خواب بازگشت کشور به دهه شصت تعبیر شود.
اعمال شکنجه‌های شدید بر روی سایر دانشجویان در ماه‌های بعد در بند ۲۰۹ زندان اوین (زیر نظر وزارت اطلاعات) نیز گزارش شد، از جمله بر روی دانشجویان «آزادیخواه و برابری طلب».
برخی مراجع تقلید در پاسخ به استفتایی که از سوی خانواده دانشجویان زندانی صورت گرفت، اعتراف‌گیری تحت شکنجه را حرام و فاقد اعتبار دانستند.

## محاکمه دانشجویان
در ابتدا، سه دانشجوی دانشگاه امیرکبیر به اتهام تبلیغ علیه نظام و توهین به رهبری در دادگاه انقلاب به صورت غیر علنی محاکمه شده و احکام آن‌ها در تاریخ سه شنبه ۱۶ اکتبر ۲۰۰۷ به شرح ذیل به ایشان ابلاغ می‌گردد:
- مجید توکلی به اتهام تبلیغ علیه نظام به یک سال و به اتهام توهین به رهبری به ۲ سال حبس تعزیری،
- احمد قصابان به اتهام تبلیغ علیه نظام به یک سال و به اتهام توهین به رهبری به یک سال و نیم حبس تعزیری و
- احسان منصوری به اتهام تبلیغ علیه نظام به شش ماه و به اتهام توهین به رهبری به یک سال و نیم حبس تعزیری

همچنین دادگاه انقلاب در خصوص اتهامات توهین به مقدسات و توهین به مراجع تقلید از خود سلب صلاحیت کرد و پرونده این سه دانشجو را در این خصوص به دادگاه عمومی ارجاع داد.
صدور این احکام در حالی صورت گرفت که خانواده این سه دانشجو در نامه‌ای سرگشاده‌ای خطاب به هاشمی شاهرودی، رئیس قوه قضائیه ایران، از شکنجه فرزندانشان خبر دادند و به گفته محمدعلی دادخواه، وکیل دانشجویان، قاضی دادگاه حکم خود را بر اساس اعترافات این سه دانشجو در دوره بازداشتشان (در زمانی که به زعم خانواده ایشان تحت شکنجه قرار داشتند) صادر کرد. مدتی بعد دادخواه از آسیب‌دیدگی فک مجید توکلی در زندان در اثر ضرب و شتم خبر داد.
در ادامه دادگاه تجدیدنظر نیز احکام این سه دانشجو را با کاهشی جزئی، تأیید کرد. علیرضا جمشیدی سخنگوی قوه قضائیه احکام مجید توکلی، احمد قصابان، و احسان منصوری را به ترتیب ۳۰ ماه حبس، ۲۶ ماه حبس و ۲۲ ماه حبس اعلام کرد.
اما چندی بعد در ۱۹ دسامبر همان سال دادگاه عمومی این سه دانشجو را از اتهام توهین به مقدسات، توهین به حرم اهل بیت، توهین به مراجع، توهین به مردم شهرستان قم و شهر قم تبرئه کرد. اما دادگاه از آن جا که این دانشجویان در زمان دستگیری نیروهای بسیج دانشگاه را مسئول انتشار این نشریات دانستند، هر کدام از ایشان را به اتهام نشر اکاذیب به ۴ ماه حبس محکوم کرد.
در نهایت در ۱۴ اوت ۲۰۰۸ این سه دانشجو به صورت مشروط آزاد شدند.
اغلب مستندات مورد ادعای وزارت اطلاعات و دادستان تهران (قاضی مرتضوی) توسط دادگاه رد شد.
همچنین حکم زندان مورد اعتراض انجمن‌های اسلامی ۳۰ دانشگاه و آیت‌الله حسینعلی منتظری قرار گرفت.
دانشجویان همچنین به دلیل متهم کردن بسیج به طراحی نشریات جعلی و توزیع آن محاکمه و به زندان محکوم شدند، علیرغم آنکه پس از تبرئه آنان هیچ‌یک از افراد و مقاماتیکه نشریات جعلی را به ایشان نسبت داده بودند تحت پیگرد قرار نگرفتند.
رئیس شاخه دانشجویی حزب مشارکت نیز خواستار شناسایی و دستگیری عوامل طراحی نشریات جعلی شد.

## خط سیاه
وزارت اطلاعات اندکی پیش از آزادی دانشجویان پس از طی مدت زندان فیلمی با عنوان «خط سیاه» منتشر ساخت. در این فیلم صحنه‌هایی از اعتراضات دانشجویی در دانشگاه امیر کبیر با اعترافات دانشجویان میکس و منتشر گردید. دادستانی و وزارت اطلاعات قصد انتشار این فیلم را از روزهای اول دستگیری دانشجویان داشتند، اما ظاهر بسیار آشفته دانشجویان که حاکی از شکنجه‌های مدام بوده و اعتبار فیلم را زیر سؤال می‌برد، آنان را منصرف ساخته بود.
برخی از نیروهای اصولگرا خواستار کنترل بیشتر بر نشریات دانشجویی شدند.

## رسانه‌ها
رسانه‌هایی که به انعکاس اخبار برخورد با دانشجویان پرداختند در مقاطع مختلف با برخوردهای دولت و دستگاه قضایی مواجه شدند. از جمله شکایت رهایی از روزنامه اعتماد و فشار وزارت علوم و دستگاه قضایی علیه خبرگزاری کار ایران (ایلنا) که نهایتاً موجب توقیف آن برای یکسال شد. همچنین سعید مرتضوی پس از انتشار اخبار شکنجه دانشجویان، رسانه‌ها را از انعکاس هرگونه خبری پیرامون این پرونده منع کرد.

## بازتاب جهانی
بسیاری از رسانه‌های جهانی برخورد با دانشجویان و مطالب منتشره پیرامون شکنجه آنان را بازتاب دادند.
دیده‌بان حقوق بشر نیز در بیانیه‌ای اعلام کرد: 
بازداشت طولانی مدت این دانشجویان، به‌خصوص در شرایط سلول انفرادی که در برخی موارد، افزون بر پنجاه روز است، شائبه به خطر افتادن سلامت روانی آن‌ها را جدی می‌سازد و همچنین نگرانی از شکنجه را افزایش می‌دهد. این دانشجویان در تمام دوران بازداشت، از حق دسترسی به خانواده‌ها و وکلای خود محروم بوده‌اند… کلیه نشریات دانشجویی دانشگاه امیرکبیر توقیف شده‌اند و شماری از دانشجویان نیز از ورود به دانشگاه منع شده‌اند. حدود ۸۰ نفر به کمیتهٔ انضباطی احضار شده و برای حدود ۱۵ نفر احکام تعلیق از تحصیل صادر شده است. درست در زمانی که بدنهٔ دانشجویی آماده برگزاری انتخابات انجمن اسلامی دانشجویان می‌شد، مأموران وزارت اطلاعات، در حد فاصل ۱۲ اردیبهشت تا ۱۴ خرداد، هشت دانشجو را بازداشت و روانه زندان کردند. مقامات ایران از سست‌ترین استدلال‌ها برای بازداشت روزنامه‌نگاران و فعالان دانشجویی استفاده کرده‌اند. سازمان دیده‌بان حقوق بشر"، بیش از ده‌ها مصاحبه با دانشجویان زندانی سابق انجام داده است که همگی شهادت داده‌اند که از همان ابتدا از سوی بازجویان مورد بدرفتاری فیزیکی قرار گرفته‌اند تا اعترافات دروغین و خلاف واقع بیان کنند.

## تهدیدهای دولت علیه دانشجویان
برخی دانشجویان و تحلیلگران، پرونده نشریات دانشگاه امیر کبیر را توطئه دولت احمدی‌نژاد برای سرکوب انجمن اسلامی دانشگاه امیر کبیر و دفتر تحکیم وحدت به دلیل نقد عملکرد وی می‌دانند. با این حال، دلیل موثق و سندی دال بر تأیید این نظر از سوی آن‌ها ارائه نشد.

حضور احمدی‌نژاد و سخنرانی او در دانشگاه امیر کبیر با انتقادات گسترده انحمن اسلامی این دانشگاه مواجه شد.
دو سه روز بعد از این که احمد را دستگیر کردند، آقایی به من زنگ زد و با لحن بد و توهین‌آمیزی گفت می‌دانی بچه ات چه کار کرده؟ که من گفتم، بچه من کاری نکرده. او گفت بچه ات را در تهران رها کردی هر غلطی خواسته کرده، به آقای احمدی‌نژاد توهین کرده و…
محسنی اژه‌ای وزیر اطلاعات پس از اعتراضات دانشجویان به حضور احمدی‌نژاد در دانشگاه امیر کبیر گفته بودکه دانشجویان را به صلابه می‌کشد.
- روزنامه کیهان در ابتدای دستگیری دانشجویان با انتشار مقاله‌ای عنوان داشت که بابک زمانیان (مسئول روابط عمومی انجمن اسلامی) اعتراف به ارتباط با سازمان مجاهدین خلق، مؤسسه هلندی هیفوس (که کیهان مدعی شد توسط فرزند دیک چنی اداره می‌شود) کرده است. گرچه دادستان هم مطالب ادعایی کیهان را تأیید و مطرح نکرد، اما کیهان جهت درج این مطالب تحت پیگرد قرار نگرفت.[۹۳]
- انجمن اسلامی دانشجویان دانشکده علوم قضایی وابسته به قوه قضائیه در بیانیه‌ای خواستار برخورد دادستان با دانشجویان شد و تهدید کرد در صورت عدم برخورد راساً اقدام خواهند کرد.[۹۴]

## دیگر واکنش‌ها
سید احمد خاتمی امام جمعه موقت تهران طی سخنانی دانشجویان را عامل توهین به مقدسات نامید و آنانرا مرتبط با هاشم آقاجری و اصلاح طلبان دانست.